# Хардкор хип-хоп
Хардкор хип-хоп (също хардкор рап) е жанр на хип-хоп музиката, който се развива чрез хип-хопа на Източното крайбрежие през 80-те години на XX век. Създаден е от такива изпълнители като Run-D.M.C., Schoolly D, Boogie Down Productions и Public Enemy и обикновено се характеризира с гняв, агресия и конфронтация.

## История
Run-DMC са първата хардкор хип-хоп група. Преди да се разработи формула за гангстерски рап, артисти като Boogie Down Productions и Ice-T пишат текстове, основаващи се на подробни наблюдения на уличния живот, докато хаотичният, груб стил на Public Enemy поставя нови стандарти за създаването на хип-хоп. В края на 80-те години „хардкор“ става в голяма степен синоним на гангстерския рап на Западното крайбрежие, с изпълнители като N.W.A, които вдъхновяват тематични истории за гангстерска банда. В началото на 90-те години, Wu-Tang Clan се появява с минималистични бийтове и пиано-задвижвани проби, което става широко популярно сред други хардкор хип-хоп изпълнители от онова време.

## Характеристики
Гангста рапа се свързва със стила, обаче не всички хардкор хип-хоп се въртят около лиричните теми на „гангста“, въпреки че има много припокриване, особено сред хардкор рапърите от 90-те години. Хардкор хип-хопа се характеризира с агресия и конфронтация и обикновено описва насилието или гнева. Ръсел Потър пише, че хардкора е свързан с „монолитна гангста перспектива“ от популярната преса.